# متیو دپلانیه
متیو دپلانیه (انگلیسی: Mathieu Deplagne؛ زادهٔ ۱ اکتبر ۱۹۹۱) بازیکن فوتبال اهل فرانسه است.
از باشگاه‌هایی که در آن بازی کرده‌است می‌توان به باشگاه فوتبال سینسیناتی، باشگاه ورزشی مون‌پلیه، و باشگاه فوتبال تروا اشاره کرد.